# Kowalskie (Pobiedziska)

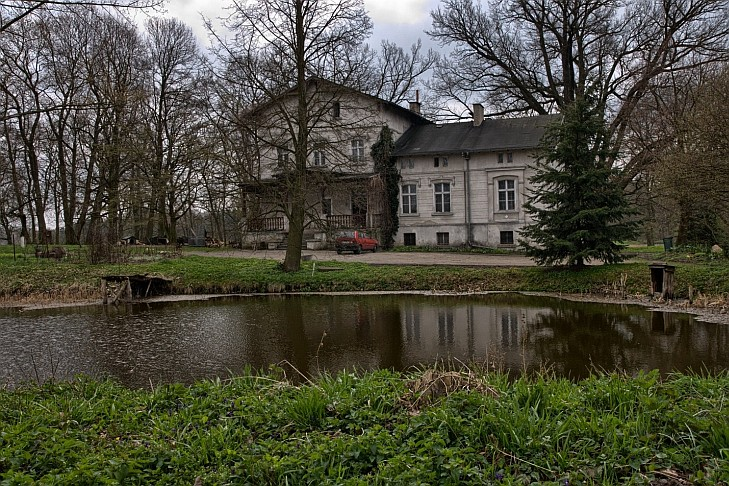
Gutshaus

Kowalskie ist ein Dorf der Gemeinde Pobiedziska im Powiat Poznański in der Woiwodschaft Großpolen im westlichen Zentral-Polen. Der Ort befindet sich etwa 9 km westlich von Pobiedziska und 15 km nordöstlich der Landeshauptstadt Poznań und gehört zum Schulzenamt Kołata.

## Geschichte
Der Ort gehörte nach der Zweiten Teilung Polens 1793 zum Kreis Schroda und ab 4. Januar 1900 zum Kreis Posen-Ost. Im Jahr 1910 hatte der Ort als Gutsbezirk 142 Einwohner.
In den Jahren 1975 bis 1998 gehörte der Ort zur Woiwodschaft Posen.